# 皱褶短浆蟹
皱褶短浆蟹（学名：Thalamita corrugata）为梭子蟹科短浆蟹属的动物。分布于菲律宾、澳大利亚、吉尔伯特群岛、土阿莫土群岛、社会群岛及蒙巴萨以及中国大陆的西沙群岛等地，常见于海水。